# Altopedaliodes perita
Altopedaliodes perita is een vlinder uit de onderfamilie Satyrinae van de familie Nymphalidae. De wetenschappelijke naam van de soort is, als Pronophila perita, voor het eerst geldig gepubliceerd in 1868 door William Chapman Hewitson.

## Ondersoorten
- Altopedaliodes perita perita
- Altopedaliodes perita sorda Pyrcz, 2004[2]